# Santa Cruz das Flores
Santa Cruz das Flores is een gemeente in het Portugese autonome gebied en eilandengroep Azoren op het meest westelijke eiland van Europa, Flores.
De gemeente heeft een totale oppervlakte van 71 km² en telde 2493 inwoners in 2001.
Het gelijknamige dorpje, hoofdstad van het eiland Flores, telt ongeveer 1800 inwoners.
Het dorpje heeft een eenbaans vliegveld van 1 kilometer lang, Flores Airport, waar dagelijks vluchten worden uitgevoerd naar andere eilanden van de Azoren (Corvo, Faial, Terceira en São Miguel), door de eigen luchtvaartmaatschappij van de eilanden groep SATA Air Açores.

## Plaatsen in de gemeente
- Caveira
- Cedros
- Ponta Delgada
- Santa Cruz das Flores